# Tour Vorobyovy 2

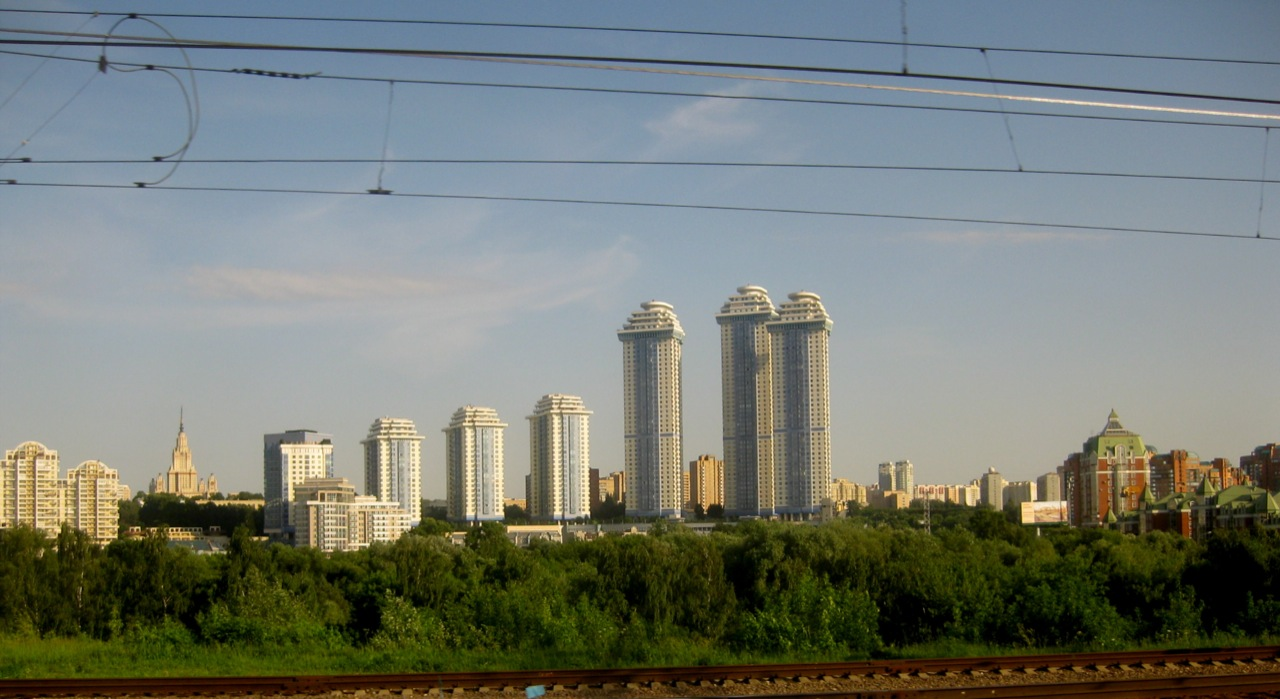
Le complexe en 2009.

La Tour Vorobyovy 2 est le plus haut gratte-ciel d'un complexe de 7 bâtiments de Moscou, appelé Vorobyovy, parfois également Sparrow Hills, en raison de la colline sur lequel il se trouve.

## Bâtiments
- Bâtiment 1 : 44 étages
- Bâtiment 2 : 49 étages, 188 m
- Bâtiment 3 : 44 étages
- Bâtiment 4 : 28 étages
- Bâtiment 5 : 25 étages
- Bâtiment 6 : 23 étages
- Bâtiment 7 : 20 étages

L'adresse du complexe est Mosfil'movskaya ulitsa, 70.